# Liga Primera de Nicaragua
La Liga Primera de Nicaragua (antes conocido como la Primera División de Nicaragua) es la máxima categoría del fútbol nicaragüense. Actualmente es organizada por la Asociación Nicaragüense de Clubes de Fútbol (ANCF).

## Reseña histórica

### Precursor
En Nicaragua la historia del fútbol, ordenado, con reglamentos inició en 1907. Uno de sus precursores fue el profesor Napoleón Parrales Bendaña, quien mientras cursaba estudios superiores en Costa Rica obtuvo sus primeros conocimientos sobre este deporte. A su regreso a Diriamba, su ciudad natal, con el objetivo único de fomentar la práctica del fútbol, compartió sus conocimientos y afición con la juventud diriambina.
También, se destaca la contribución de otros coterráneos de Parrales Bendaña que ese mismo año regresaron de sus estudios en Europa, los que fueron atrapados por este deporte, y que al regresar al país unieron sus esfuerzos dándose a la tarea de enseñar a niños y jóvenes la técnica de jugar el fútbol, todos pertenecían a las familias siguientes: Rappaccioli, Baltodano, Briceño y González (conocidos como Palmereños). Estos pusieron a disposición de los interesados todos los materiales deportivos futbolísticos que habían traído: balones, reglamentos y documentos sobre técnicas de fútbol.
Los primeros sitios utilizados como centros de entrenamiento fueron los campos de "San Vicente", "Los Cocos" y "La Salle".
Para 1908, Parrales Bendaña fundó la organización "Sociedad de Ahorro", cuyo fin era recaudar fondos para el fomento y práctica del fútbol.

### Primer partido disputado
Al año siguiente, por iniciativa del profesor Parrales Bendaña, se organizan dos equipos de fútbol con el objetivo de rendirle homenaje a don Nery Fernández, quien era el jefe político de Carazo. El primer partido de fútbol que se jugó en Nicaragua se disputó el 15 de septiembre de 1910 teniendo como escenario el campo "Los Cocos" en la ciudad de Diriamba.
Arriba las águilas del america

### Hitos históricos
En 1911 se fundan en Managua los equipos "Atlético" y "Colón", cuyas trayectorias fueron efímeras.
El primer equipo nacional que se fundó y que todavía está vigente es Diriangén Fútbol Club, que nació el 15 de mayo de 1917.
Otro gran hito importante fue la fundación de la "Comisión Nacional de Deportes", el 3 de noviembre de 1931, que creó la "Secretaría General de Fútbol", su primer secretario general designado fue Thomas Cranshaw, con Carlos Pacheco Rodríguez como secretario asistente.
En 1933 se organizó el primer torneo del campeonato nacional de fútbol con la participación de cuatro equipos:
- Alas, de Managua.
- Sporting Club, de Corinto.
- Metropolitano, de León.
- Diriangén, de Diriamba.

Resultó Campeón el equipo Alas, de Managua, equipo que dirigía don Arturo Angarita Núñez.
En 1941 llegó al país Eduardo Kosovic ("Edy"), de nacionalidad húngara, quien fue el primer entrenador extranjero que tuvo el balompié nicaragüense. Entrenaba a los equipos capitalinos por la mañana y a los equipos diriambinos por la tarde. También fue el encargado de la preparación de la selección nacional que participó en el primer Campeonato Centroamericano y del Caribe realizado en San José, Costa Rica, ese mismo año.
En el Congreso realizado en Río de Janeiro, los días 22 y 23 de junio de 1950, por gestión del secretario de la Comisión Nacional de Deportes, señor José Benito Ramírez, Nicaragua es aceptada como miembro afiliado de la FIFA.
En 1958 es el año de fundación de la Federación Nicaragüense de Fútbol (FENIFUT).
En 1963 la FIFA reconoce como Árbitros Internacionales a los señores Juan Mercado, Rodolfo Navarro, Honorato Molina y José Urtecho.
En 1967 el onceno Flor de Caña debuta oficialmente en los torneos de CONCACAF.
En 1988 muere en accidente de tránsito Walter Ferretti Fonseca, Comandante de Brigada y Comandante Guerrillero, presidente de FENIFUT. En su honor, el equipo de fútbol apoyado por la Policía Nacional es rebautizado como Club Deportivo Walter Ferretti.

### A nivel internacional
La primera gran victoria a nivel de selección nacional mayor ocurrió durante las eliminatorias para el Campeonato Centroamericano que se efectuó en El Salvador en 1965, Nicaragua derrotó 2-0 a Honduras.
En el ámbito centroamericano, la mejor actuación de un equipo nacional se dio en 1973, en los primeros Juegos Centroamericanos que se realizaron en Guatemala, certamen en que se disputó la medalla de Oro contra Panamá, perdiendo por 2-0.

## Sistema de competencia
El año futbolístico se divide en dos torneos: Apertura y Clausura.
El sistema de competencia es el siguiente:
- Torneo Apertura y Clausura se juegan con una Fase Regular de dos rondas, de Todos Contra Todos para un total de 18 partidos. Los dos mejores clasificados entran directamente a las semifinales, mientras que del tercero al sexto juegan un repechaje para decidir los otros dos semifinalistas.

- Descenso Directo el equipo que ocupe la Última posición en la tabla global de las temporadas regulares (tras 36 jornadas) desciende de manera automática a la categoría inferior.

- Promoción se realizan dos partidos (ida y vuelta) entre el equipo que ocupe el penúltimo lugar de la tabla global de las temporadas regulares y el subcampeón de Segunda División. El equipo ganador es quien es promocionado o ascendido para jugar en Primera división y el equipo perdedor jugará en Segunda División.

### Competencias internacionales
- Con la Liga Concacaf implementada en 2017, los equipos campeones del Torneo Clausura y Apertura  ganaban un cupo. Si un equipo es campeón en ambos torneos, iría el mejor equipo subcampeón de la tabla acumulada de esos dos torneos.

- Desde 2023, tras la implementación de la nueva Copa Centroamericana de Concacaf, los equipos campeones del Torneo Clausura y Apertura  ganan un cupo.

## Clásicos
| Nombre           | Equipo 1                       | Contra | Equipo 2                       |
| ---------------- | ------------------------------ | ------ | ------------------------------ |
| Clásico Nacional | Diriangén Fútbol Club          | vs     | Real Estelí Fútbol Club        |
| Clásico Joven    | Real Estelí Fútbol Club        | vs     | Club Deportivo Walter Ferretti |
| Derbi Capitalino | Club Deportivo Walter Ferretti | vs     | Managua Fútbol Club            |
| Clásico Norteño  | Real Madriz Fútbol Club        | vs     | Club Deportivo Ocotal          |

## Equipos 2024-2025

Nicaragua.

| Equipo            | Ciudad                | Estadio                |
| ----------------- | --------------------- | ---------------------- |
| UNAN Managua      | Managua, Managua      | Nacional               |
| Club Sport Sébaco | Matagalpa, Matagalpa  | Carlos Fonseca Amador  |
| Matagalpa FC      | Matagalpa, Matagalpa  | Carlos Fonseca         |
| Diriangén FC      | Diriamba, Carazo      | Cacique Diriangén      |
| Rancho Santana FC | Tola, Rivas           | Fun Limon              |
| Managua FC        | Managua, Managua      | Nacional               |
| CD Ocotal         | Ocotal, Nueva Segovia | Roy Fernando Bermúdez  |
| ART Jalapa        | Jalapa, Nueva Segovia | Alejandro Ramos Turcio |
| Real Estelí FC    | Estelí, Estelí        | Independencia          |
| CD Walter Ferreti | Managua, Managua      | Nacional               |

## Historial
| Edición | Temporada | Campeón                               |
| ------- | --------- | ------------------------------------- |
| 1°      | 1933      | Alas                                  |
| 2°      | 1934      | Club Atlético                         |
| -       | 1935-38   | No se disputó                         |
| 3°      | 1939      | Lido                                  |
| 4°      | 1940      | Diriangén FC                          |
| 5°      | 1941      | Diriangén FC                          |
| 6°      | 1942      | Diriangén FC                          |
| 7°      | 1943      | Diriangén FC                          |
| 8°      | 1944      | Diriangén FC                          |
| 9°      | 1945      | Diriangén FC                          |
| 10°     | 1946      | Ferrocarril                           |
| 11°     | 1947      | Colegio Centroamérica                 |
| 12°     | 1948      | Ferrocarril                           |
| 13°     | 1949      | Diriangén FC                          |
| 14°     | 1950      | Aduana                                |
| 15°     | 1951-52   | Aduana                                |
| 16°     | 1953      | Diriangén FC                          |
| 17°     | 1954      | La Salle                              |
| 18°     | 1955      | Aduana                                |
| 19°     | 1956-57   | Diriangén FC                          |
| 20°     | 1958      | Club Atlético                         |
| 21°     | 1959      | Diriangén FC                          |
| 22°     | 1960      | La Nica                               |
| 23°     | 1961-62   | Deportivo Santa Cecilia               |
| 24°     | 1964-65   | Deportivo Santa Cecilia               |
| 25°     | 1966      | Flor de Caña FC                       |
| 26°     | 1967      | Flor de Caña FC                       |
| 27°     | 1968      | Deportivo Universidad Centroamericana |
| 28°     | 1969      | Diriangén FC                          |
| 29°     | 1970      | Diriangén FC                          |
| 30°     | 1971      | Deportivo Santa Cecilia               |
| 31°     | 1972      | Deportivo Santa Cecilia               |
| 32°     | 1973      | Deportivo Santa Cecilia               |
| 33°     | 1974      | Diriangén FC                          |
| 34°     | 1975      | Deportivo Universidad Centroamericana |
| 35°     | 1976      | Deportivo Universidad Centroamericana |
| 36°     | 1977-78   | Deportivo Universidad Centroamericana |
| 37°     | 1979-80   | Búfalos                               |
| 38°     | 1981      | Diriangén FC                          |
| 39°     | 1982      | Diriangén FC                          |
| 40°     | 1983      | Diriangén FC                          |
| 41°     | 1984      | Deportivo Masaya FC                   |
| 42°     | 1985      | América Managua FC                    |
| 43°     | 1986      | Deportivo Masaya FC                   |
| 44°     | 1987      | Diriangén FC                          |
| 45°     | 1988      | América Managua FC                    |
| 46°     | 1989      | Diriangén FC                          |
| 47°     | 1990      | América Managua FC                    |
| 48°     | 1991      | Real Estelí FC                        |
| 49°     | 1992      | Diriangén FC                          |
| 50°     | 1993      | Juventus Managua FC                   |
| 51°     | 1994      | Juventus Managua FC                   |
| 52°     | 1994-95   | Diriangén FC                          |
| 53°     | 1995-96   | Diriangén FC                          |
| 54°     | 1996-97   | Diriangén FC                          |
| 55°     | 1997-98   | CD Walter Ferreti                     |
| 56°     | 1998-99   | Real Estelí FC                        |
| 57°     | 1999-00   | Diriangén FC                          |
| 58°     | 2000-01   | CD Walter Ferretti                    |
| 59°     | 2001-02   | CD Jalapa                             |
| 60°     | 2002-03   | Real Estelí FC                        |

### Torneos con formato Apertura y Clausura
- En las temporadas 2003-04 y 2004-05 los vencedores de los torneos Apertura y Clausura fueron declarados campeones nacionales. Desde la temporada 2005-06 el campeón es decidido en una final entre los vencedores de los torneos de Apertura y Clausura.

| Temporada | #   | Vencedor Apertura  | #   | Vencedor Clausura | Final Apertura vs. Clausura                                                                | Campeón Anual      |
| --------- | --- | ------------------ | --- | ----------------- | ------------------------------------------------------------------------------------------ | ------------------ |
| 2003-04   | 61° | Real Estelí FC     | 62° | Real Estelí FC    | ----------                                                                                 | Real Estelí FC     |
| 2004-05   | 63° | Diriangén FC       | 64° | Diriangén FC      | ----------                                                                                 | Diriangén FC       |
| 2005-06   | 65° | Diriangén FC       | 66° | Real Estelí FC    | Real Estelí FC - Diriangén FC 1-2 Diriangén FC - Real Estelí FC 0-1                        | Diriangén FC       |
| 2006-07   | 67° | Real Estelí FC     | 68° | Real Estelí FC    | ----------                                                                                 | Real Estelí FC     |
| 2007-08   | 69° | Real Estelí FC     | 70° | Real Estelí FC    | ----------                                                                                 | Real Estelí FC     |
| 2008-09   | 71° | Real Estelí FC     | 72° | Real Estelí FC    | ----------                                                                                 | Real Estelí FC     |
| 2009-10   | 73° | CD Walter Ferretti | 74° | Real Estelí FC    | CD Walter Ferretti - Real Estelí FC 1-1 Real Estelí FC - CD Walter Ferretti 0-0            | Real Estelí FC     |
| 2010-11   | 75° | CD Walter Ferretti | 76° | Real Estelí FC    | Real Estelí FC - CD Walter Ferretti 1-0 CD Walter Ferretti - Real Estelí FC 2-1 (2-4 pen.) | Real Estelí FC     |
| 2011-12   | 77° | Real Estelí FC     | 78° | Real Estelí FC    | ----------                                                                                 | Real Estelí FC     |
| 2012-13   | 79° | Real Estelí FC     | 80° | Real Estelí FC    | ----------                                                                                 | Real Estelí FC     |
| 2013-14   | 81° | Real Estelí FC     | 82° | Real Estelí FC    | ----------                                                                                 | Real Estelí FC     |
| 2014-15   | 83° | CD Walter Ferretti | 84° | Real Estelí FC    | Real Estelí FC - CD Walter Ferretti 0-1 CD Walter Ferretti - Real Estelí FC 1-1            | CD Walter Ferretti |
| 2015-16   | 85° | UNAN FC            | 86° | Real Estelí FC    | Real Estelí FC - UNAN FC 2-0 UNAN FC - Real Estelí FC 1-1                                  | Real Estelí FC     |
| 2016-17   | 87° | Real Estelí FC     | 88° | Real Estelí FC    | -----                                                                                      | Real Estelí FC     |

- A partir de la temporada 2017-18 los vencedores de los torneos Apertura y Clausura se coronan como campeones nacionales debido al nuevo formato de clasificación a Liga Concacaf.

| #    | Temp.         | Campeón            | Resultado           | Subcampeón         | Máximo goleador                           | G  | Eq. |
| ---- | ------------- | ------------------ | ------------------- | ------------------ | ----------------------------------------- | -- | --- |
| 89°  | Apertura 2017 | CD Walter Ferretti | 1–1, 0–0            | Managua FC         | Mauricio Castañeda (Real Madriz FC)       | 12 | 10  |
| 90°  | Clausura 2018 | Diriangén FC       | 2–1, 1–1            | Real Estelí FC     | Carlos Félix (Juventus FC)                | 11 | 10  |
| 91°  | Apertura 2018 | Managua FC         | 0–0, 1–0            | Real Estelí FC     | Lucas Dos Santos (Managua FC)             | 15 | 10  |
| 92°  | Clausura 2019 | Real Estelí FC     | 3–3, 0–0            | Managua FC         | Edward Morillo (Managua FC)               | 20 | 10  |
| 93°  | Apertura 2019 | Real Estelí FC     | 0–1, 2–0            | Managua FC         | Carlos Félix (Managua FC)                 | 10 | 10  |
| 94°  | Clausura 2020 | Real Estelí FC     | 1–1, 3–1            | Managua FC         | Fernando Villalpando (CD Walter Ferretti) | 10 | 10  |
| 95°  | Apertura 2020 | Real Estelí FC     | 0–0, 1–0            | Diriangén FC       | Juan Barrera (Real Estelí FC)             | 13 | 10  |
| 96°  | Clausura 2021 | Diriangén FC       | 2–0, 1–1            | Managua FC         | Lucas dos Santos (Managua FC)             | 15 | 10  |
| 97°  | Apertura 2021 | Diriangén FC       | 1–0, 0–0            | Real Estelí FC     | Brian Calabrese (CD Walter Ferretti)      | 17 | 10  |
| 98°  | Clausura 2022 | Diriangén FC       | 2–0, 0–2 (4-2 pen.) | CD Walter Ferretti | Jaime Moreno (Diriangén FC)               | 15 | 10  |
| 99°  | Apertura 2022 | Real Estelí FC     | 3–2, 3–2 (4-3 pen.) | CD Walter Ferretti | Lucas Dos Santos (Juventus FC)            | 16 | 10  |
| 100° | Clausura 2023 | Real Estelí FC     | 0–0, 3–0            | Diriangén FC       | Douglas Caé (Real Estelí FC)              | 19 | 10  |
| 101° | Apertura 2023 | Diriangén FC       | 1–0, 1–1            | Real Estelí FC     | Lucas Dos Santos (Managua FC)             | 15 | 10  |
| 102° | Clausura 2024 | Diriangén FC       | 1–2, 2–0            | Real Estelí FC     | Luis Coronel (Diriangén)                  | 11 | 10  |
| 103° | Apertura 2024 | Diriangén FC       | 1–1, 3–2            | Real Estelí FC     | Junior Arteaga (Diriangén FC)             | 12 | 10  |
| 104° | Clausura 2025 | Managua FC         | 2–0, 1–1            | Real Estelí FC     | Edwin López (CD Ocotal)                   | 11 | 10  |

## Palmarés
| Club                                  | Campeón | Años campeón |
| ------------------------------------- | ------- | --- |
| Diriangén FC                          | 33      | 1940, 1941, 1942, 1943, 1944, 1945, 1949, 1953, 1956-57, 1959, 1969, 1970, 1974, 1981, 1982, 1983, 1987, 1989, 1992, 1994-95, 1995-96, 1996-97, 1999-00, Ap. 2004, Cl. 2005, 2005-06, Cl. 2018, Cl. 2021, Ap. 2021, Cl. 2022, Ap. 2023, Cl. 2024, Ap. 2024 |
| Real Estelí FC                        | 21      | 1991, 1998-99, 2002-03, Ap. 2003, Cl. 2004, 2006-07, 2007-08, 2008-09, 2009-10, 2010-11, 2011-12, 2012-13, 2013-14, 2015-16, 2016-17, Cl. 2019, Ap. 2019, Cl. 2020, Ap. 2020, Ap. 2022, Cl. 2023                                                           |
| Deportivo Santa Cecilia               | 5       | 1961-62, 1964-65, 1971, 1972, 1973 |
| Deportivo Universidad Centroamericana | 4       | 1968, 1975, 1976, 1977-78 |
| CD Walter Ferreti                     | 4       | 1997-98, 2000-01, 2014-15, Ap. 2017 |
| América Managua FC                    | 3       | 1985, 1988, 1990 |
| Aduana FC †                           | 3       | 1950, 1951-52, 1955 |
| Managua FC                            | 2       | Ap. 2018, Cl. 2025 |
| Juventus Managua FC                   | 2       | 1993, 1994 |
| Deportivo Masaya FC                   | 2       | 1984, 1986 |
| Flor de Caña FC†                      | 2       | 1966, 1967 |
| Club Atlético FC†                     | 2       | 1934, 1958 |
| Ferrocarril FC†                       | 2       | 1946, 1948 |
| Alas FC†                              | 1       | 1933 |
| Lido FC†                              | 1       | 1939 |
| Colegio Centroamérica†                | 1       | 1947 |
| La Salle FC†                          | 1       | 1954 |
| La Nica FC†                           | 1       | 1960 |
| Búfalos Rivas FC†                     | 1       | 1979-80 |
| CD Jalapa†                            | 1       | 2001-02 |
| UNAN FC                               | 1       | Ap. 2015 |

- † Equipo desaparecido.

## Datos y estadísticas
La máxima cifra de goles anotados en una temporada de liga nacional pertenece al goleador Oscar Calvo ("'Chiqui"), quien jugando para el equipo Flor de Caña FC, anotó 44 goles en 1967.[cita requerida]
José María Bermúdez ("Chema") ha sido el jugador que anota más goles en un partido, con nueve, récord conseguido en 1997.[cita requerida]
El gol más rápido anotado en cancha contraria lo consiguió Marvin González, de San Marcos, quien le anotó al Real Estelí FC a los 15 segundos de iniciado el juego.[cita requerida]
El jugador que más títulos de goleo ha ganado es Manuel Cuadra ("Catarrito"), con siete.[cita requerida]

### Máximos goleadores históricos

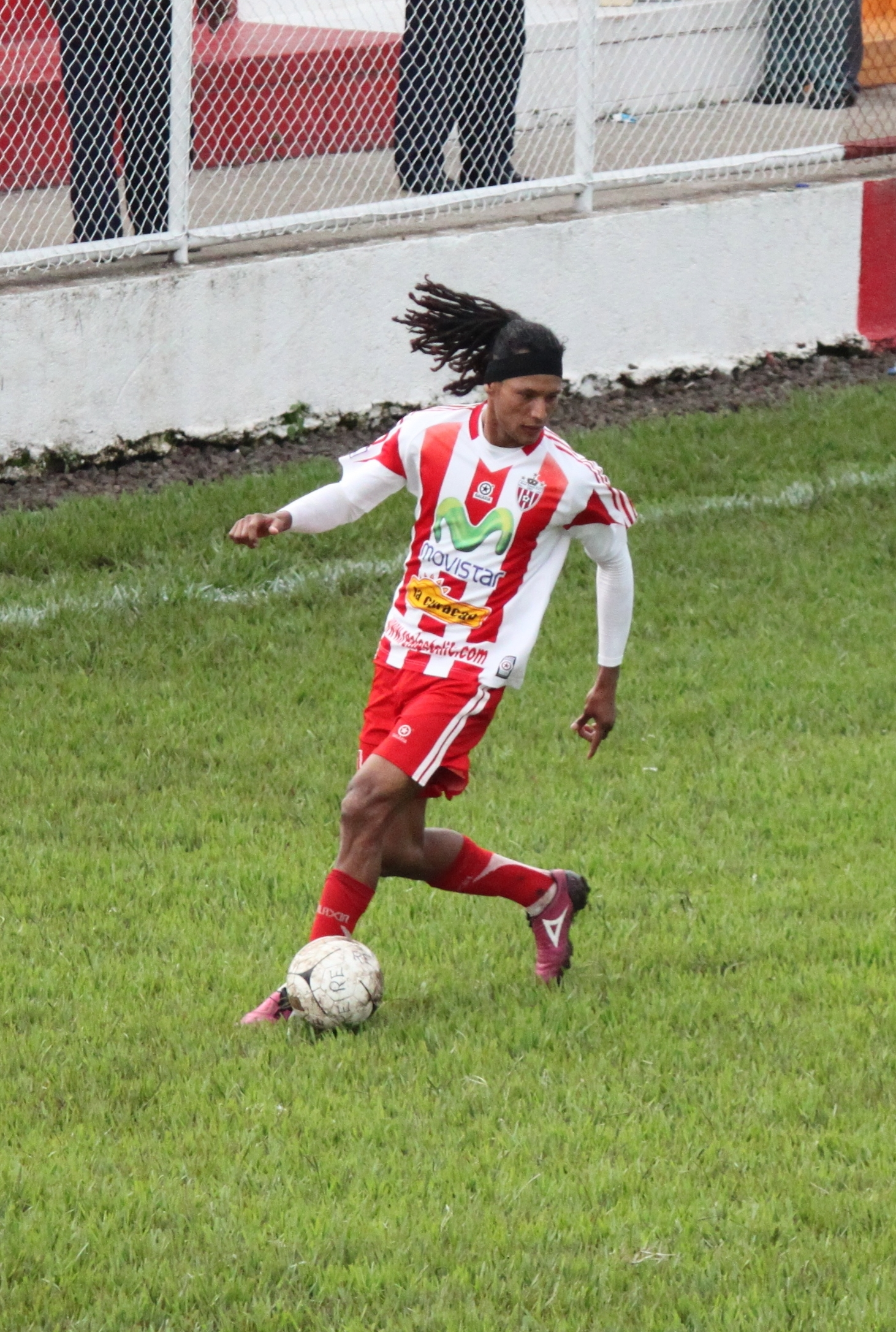
Rudel Calero, máximo goleador histórico registrado

| N.º | Jugador              | País                 | Goles |
| --- | -------------------- | -------------------- | ----- |
| 1   | Rudel Calero         | Bandera de Nicaragua | 218   |
| 2   | Emilio Palacios      | Bandera de Nicaragua | 190   |
| 3   | Mauricio Cruz        | Bandera de Nicaragua | 172   |
| 4   | José María Bermúdez  | Bandera de Nicaragua | 169   |
| 5   | Luis Manuel Galeano  | Bandera de Nicaragua | 166   |
| 6   | Miguel Ángel Sánchez | Bandera de Nicaragua | 162   |
| 7   | César Rostrán        | Bandera de Nicaragua | 159   |
| 8   | Livio Bendaña        | Bandera de Nicaragua | 148   |
| 9   | Ricardo Vega         | Bandera de Nicaragua | 144   |
| 10  | Elmer Mejía          | Bandera de Nicaragua | 126   |
| 11  | Lucas dos Santos     | Bandera de Brasil    | 118   |
| 12  | Wilber Sánchez       | Bandera de Nicaragua | 114   |
| 13  | Raúl Leguías         | Bandera de Nicaragua | 106   |

### Récord Centroamericanos
El portero que tiene el mayor tiempo acumulado sin permitir gol es Denis Espinoza ("El Pulpo"), con 1.213 minutos (747 minutos durante el torneo de Apertura 2014 y 466 minutos en el torneo de Clausura 2015), superando el récord de 838 minutos impuesto por el también nicaragüense Róger Mayorga jugando con el CD Motagua de Honduras en la temporada 1976. Glen Omier, jugando con Real Estelí FC acumuló 713 minutos en la campaña 1996-97.
Real Estelí FC ostenta el récord centroamericano de 55 partidos consecutivos sin perder (40 triunfos y 15 empates, 75% de triunfos), siendo la racha más larga a nivel centroamericano entre todas las ligas de primera división (desde Guatemala hasta Panamá). La racha inició el 7 de febrero de 2016 y se extendió hasta el 2 de abril de 2017 durando 418 días, anotando 128 goles y permitiendo 17, sumando 135 puntos de 180 posibles.

## Clasificación histórica
- Clasificación histórica de la Primera División de Nicaragua desde 2018-19 bajo el nombre de Liga Primera, hasta finalizada la temporada 2024-25.
- Un total de 16 clubes han formado parte de la máxima categoría del fútbol de Nicaragua en el período 2018-2025.
- En color verde los equipos que disputan la Primera División 2025-26.
- En color azul los equipos que disputan la Segunda División 2025-26.

| N.º | Club                  | Temp. | P.D. | P.G. | P.E. | P.P. | G.F. | G.C. | Dif. | Puntos |
| --- | --------------------- | ----- | ---- | ---- | ---- | ---- | ---- | ---- | ---- | ------ |
| 1   | Real Estelí           | 7     | 252  | 155  | 57   | 40   | 424  | 171  | +253 | 522    |
| 2   | Diriangén             | 7     | 252  | 147  | 50   | 55   | 405  | 214  | +191 | 491    |
| 3   | Managua               | 7     | 252  | 127  | 53   | 72   | 408  | 256  | +152 | 434    |
| 4   | Walter Ferretti       | 7     | 252  | 113  | 63   | 76   | 320  | 209  | +111 | 402    |
| 5   | Municipal Jalapa      | 7     | 252  | 73   | 71   | 108  | 210  | 340  | -130 | 290    |
| 6   | Deportivo Ocotal      | 7     | 252  | 69   | 59   | 124  | 227  | 348  | -121 | 266    |
| 7   | Juventus Managua      | 5     | 180  | 58   | 39   | 83   | 195  | 211  | -16  | 213    |
| 8   | Sport Sébaco          | 4     | 144  | 48   | 44   | 52   | 152  | 178  | -26  | 188    |
| 9   | UNAN Managua          | 5     | 180  | 46   | 44   | 90   | 177  | 261  | -84  | 182    |
| 10  | Real Madriz           | 4     | 144  | 36   | 42   | 66   | 142  | 224  | -82  | 150    |
| 11  | Matagalpa             | 3     | 108  | 33   | 28   | 47   | 154  | 175  | -21  | 127    |
| 12  | Chinandega            | 3     | 108  | 26   | 26   | 56   | 112  | 204  | -92  | 104    |
| 13  | Deportivo Las Sabanas | 1     | 36   | 8    | 11   | 17   | 28   | 52   | -24  | 35     |
| 14  | Junior Managua        | 1     | 36   | 6    | 13   | 17   | 32   | 59   | -27  | 31     |
| 15  | Rancho Santana        | 1     | 36   | 6    | 9    | 21   | 29   | 66   | -37  | 27     |
| 16  | Masachapa             | 1     | 36   | 6    | 5    | 25   | 35   | 86   | -51  | 23     |